# Gropiusstadt
La Gropiusstadt (letteralmente: «città di Gropius», dal nome dell'architetto progettista) è un quartiere (Ortsteil) di Berlino, appartenente al distretto (Bezirk) di Neukölln.

## Storia
Il quartiere, di nuova concezione, fu progettato dall'architetto Walter Gropius nel 1960 e realizzato in forma modificata rispetto alle intenzioni del progettista. Portò inizialmente il nome di Britz-Buckow-Rudow. Divenne famoso perché vi trascorse l'infanzia e l'adolescenza Christiane Felscherinow che ne descrisse l'atmosfera malsana nella biografia memorialistica Noi, i ragazzi dello zoo di Berlino. Il quartiere è anche teatro di numerose vicende nella serie di romanzi Berlin, ideata dagli scrittori Fabio Geda e Marco Magnone.
A partire dal 1986, dopo grandi investimenti finalizzati al miglioramento dell'ambiente abitativo, la vivibilità del quartiere è migliorata sensibilmente. Dal 2001 è ufficialmente un quartiere indipendente.

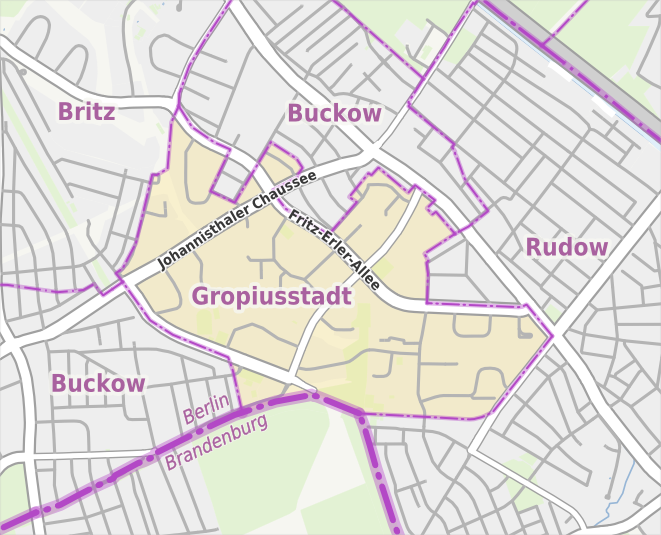
Mappa del quartiere

### Testi di approfondimento
- (DE) Bauwelt, n. 1, 1962,  pp. 7-9, ISSN 0005-6855 (WC · ACNP).
- (DE) Bauwelt, n. 16-17, 1968,  pp. 451-481, ISSN 0005-6855 (WC · ACNP).
- (DE) Presse- und Informationsamt des Landes Berlin (a cura di), Die Gropiusstadt. Ein neuer Stadtteil Berlins in Kommentaren, Plänen und Bildern, Berlino (Ovest), 1972, ISBN non esistente.
- (DE) Hans Bandel e Dittmar Machule, Die Gropiusstadt. Die städtebauliche Planungs- und Entscheidungsvorgang, Berlino (Ovest), Kiepert, 1974, ISBN 3-920597-20-6.
- (DE) Heidede Becker e Dieter Apel, Gropiusstadt: soziale Verhältnisse am Stadtrand, Berlino (Ovest), Kohlhammer, 1977, ISBN 3-17-002992-4.
- (DE) Volker Martin e Karl Pächter (a cura di), 25 Jahre Gropiusstadt, Berlino (Ovest), 1987, ISBN non esistente.
- (DE) Kerstin Federbusch, GropiusStadt. Entstehung und Entwicklung der Berliner Großsiedlung, Kassel, GhK, 1997, ISBN 3-89117-104-8.
- (DE) Dorothea Kolland (a cura di), Der lange Weg zur Stadt. Die Gropiusstadt im Umbruch, Berlino, Bezirksamt Neukölln von Berlin, Kulturamt, 2002, ISBN 3-87956-280-6.
- (DE) Michael Braum (a cura di), Berliner Wohnquartiere. Ein Führer durch 70 Siedlungen, 3ª ed., Berlino, Reimer, 2003,  pp. 206-209, ISBN 3-496-01260-9.
- (DE) Frank Bielka e Christoph Beck (a cura di), Heimat Großsiedlung. 50 Jahre Gropiusstadt, Berlino, Nicolai, 2012, ISBN 978-3-89479-730-0.